# Lettland i Eurovision Song Contest 2013
Lettland kommer att delta i Eurovision Song Contest 2013 i Malmö i Sverige. Man kommer att representeras av gruppen PeR, som vann den nationella uttagningen Dziesma med sin låt "Here We Go".

## Dziesma 2013

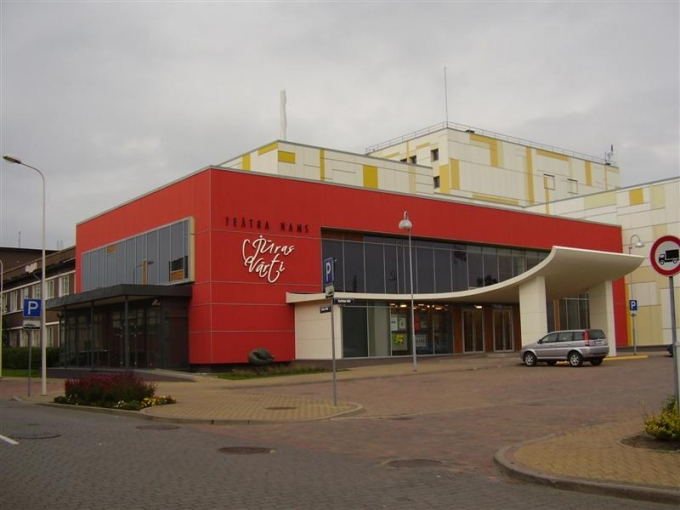
Jūras vārti i Ventspils stod värd för finalen.

### Program
Den 16 oktober 2012 bekräftade LTV sitt deltagande i tävlingen år 2013. Landet kom att välja sitt bidrag genom två semifinaler den 8 och 9 februari 2013, följt av en final och superfinal den 16 februari 2013.
Semifinalerna kom att hållas i Palladium i Riga för första gången och finalen kom att hållas i samma arena som finalen hölls i året dessförinnan, Jūras vārti i Ventspils. Programmen var tillgängliga för vem som helst då biljetter såldes mer än en månad innan finalen. Staden Ventspils hjälpte LTV ekonomiskt med Eurovision precis som de gjort varje år sedan Lettland debuterade i tävlingen år 2000. Uttagningen fick detta år ett nytt namn, Dziesma, istället för tidigare års Eirodziesma som användes mellan år 2000 och 2012.
Värdar för alla programmen var Mārtiņš Meiers, Madara Boitmane och Anta Aizupe. Producent för årets uttagningsprojekt var Zita Kaminsk och regissörer var Anna Vekmane och Zane Gargažina.

### Bidrag
Bidrag till uttagningen kunde skickas in mellan den 19 oktober och den 30 november 2012. Bidrag kunde skickas in även från utländska låtskrivare för första gången på fem år, men artisten som skulle framföra låten var tvungen att vara lettisk medborgare. Bland övriga regler fanns att låtskrivare max fick skicka in två låtar och att alla låtar som skickades in inte fick skickas in till något annat lands uttagning. Totalt skickades det in 122 bidrag, ett nytt rekord för tävlingen. 40 av dessa kom från låtskrivare från andra länder än Lettland, därtill även från länder utanför Europa. Efter de 82 låtar som skickades in av lettiska låtskrivare kom näst flest bidrag från svenska låtskrivare.
En internationell jury valde 24 låtar till de två semifinalerna. Den 11 december avslöjade LTV de 24 låttitlarna och deras låtskrivare under en presskonferens. Samtidigt kunde man för första gången höra alla låtarna på TV-bolagets webbplats. Namnen på artisterna som skulle framföra bidragen kom att avslöjas den 14 januari 2013 tillsammans med lottningen av semifinalerna.
Varje semifinal bestod av 12 bidrag och 6 från varje kom att ta sig vidare till finalen. Vinnaren utsågs med hjälp av 50% jury och 50% telefonröstning, likt i Eurovision Song Contest.

### Gästartister
Bland de gästartister som uppträdde i semifinalerna fanns Astro'n'out, Trianas Parks, DaGamba & Lara Bellerose, Tumsa, Pulsa efekts, Riga Dom Cathedral Boys Choir och Anmary. I finalen uppträdde bland annat Labveligais tips, Ott Lepland och Melo M.

### Semifinal 1
| Nr | Artist                              | Låt                    | Text (t) / Musik (m)                                                         | Resultat |
| -- | ----------------------------------- | ---------------------- | ---------------------------------------------------------------------------- | -------- |
| 1  | Liene Candy                         | "Higher And Higher"    | Christof Straub (m & t)                                                      | Final    |
| 2  | Fox Lima                            | "Tirpini"              | Alise Ketnere (m & t)                                                        | Ut       |
| 3  | Dominic Okolue                      | "Good Woman"           | Dominic Okolue (m & t)                                                       | Ut       |
| 4  | Antra Stafecka                      | "When You Are With Me" | Schillebeeckx Raph, Verresen Karen, RF Smith Bruce (m & t)                   | Final    |
| 5  | Olafs Bergmanis & The Random People | "Never Let Me Go"      | Jānis Polis (m & t)                                                          | Ut       |
| 6  | Headline                            | "Love"                 | Mārcis Rēdmanis, Lauris Busulis (m & t)                                      | Final    |
| 7  | Pieneņu Vīns                        | "Better Than You"      | Jurijs Koškins (Jurij Kosjkin) (m), Evilena Protektore (t)                   | Ut       |
| 8  | Ivo Grīsniņš Grīslis                | "Give Me A Try"        | Ingars Viļums (m & t)                                                        | Ut       |
| 9  | Samanta Tīna                        | "I Need A Hero"        | Johnny Sanchez, Michael James Down (m) Marcus Fernell, Beatrice Eriksson (t) | Final    |
| 10 | Liene Matveja & Baiba Reine         | "Love Responder"       | Edgars Viļums (m & t)                                                        | Ut       |
| 11 | Sabīne Berezina                     | "Upside Down"          | Filip Lindfors, Bertel Österberg, Kristoffer Eriksson (m & t)                | Final    |
| 12 | PeR                                 | "Sad Trumpet"          | Ralfs Eilands, Arturas Burke (m & t)                                         | Final    |

### Semifinal 2
| Nr | Artist                    | Låt                                  | Text (t) / Musik (m)                                                                           | Resultat |
| -- | ------------------------- | ------------------------------------ | ---------------------------------------------------------------------------------------------- | -------- |
| 1  | Aiwink                    | "Now Or Never"                       | Aleksandrs Rjabčuns (m & t)                                                                    | Ut       |
| 2  | Ieva Sutugova             | "Cold Heart"                         | Jānis Miltiņš (m), Ieva Sutugova (t)                                                           | Final    |
| 3  | Marta Ritova              | "I Am Who I Am"                      | Marta Ritova (m & t)                                                                           | Final    |
| 4  | PeR                       | "Here We Go"                         | Ralfs Eilands, Arturas Burke (m & t)                                                           | Final    |
| 5  | Dāvids Kalandija & Dināra | "Fool In Love"                       | Jonas Gladnikoff, Camilla Gottschalck, Christina Schilling (m), Liza Petersen (t)              | Final    |
| 6  | Mārtiņš Ruskis & 4 Vēji   | "Joey"                               | Eric Anjou, Peter Svensson (m & t)                                                             | Ut       |
| 7  | Andris Kivičs             | "Hey! Hey!"                          | Andris Kivičs (m & t)                                                                          | Ut       |
| 8  | Pieneņu Vīns              | "The One"                            | Jurijs Koškins (Yuri Koshkin) (m), Evilena Protektore (t)                                      | Final    |
| 9  | Niko                      | "One"                                | Johnny Andersson, Hitmanic, Michael James Down (m), Hanif Sabzevari Hitmanic (t)               | Final    |
| 10 | Framest                   | "Let The Night Belong To The Lovers" | Erik Anjou (m & t)                                                                             | Ut       |
| 11 | Kristīne Šomase           | "Phoenix Fly"                        | Mathias Kallenberger, Andréas Berlin, Filip Lindfors, Anton Malmberg Hård af Segerstad (m & t) | Ut       |
| 12 | Rūta Dūduma               | "Here I Am"                          | Patrik Öhlund (m), Madelene Hamberg (t)                                                        | Ut       |

### Final
| Nr | Artist                    | Låt                    | Text (t) / Musik (m)                                                              | Resultat   |
| -- | ------------------------- | ---------------------- | --------------------------------------------------------------------------------- | ---------- |
| 1  | Niko                      | "One"                  | Johnny Andersson, Hitmanic, Michael James Down (m), Hanif Sabzevari Hitmanic (t)  | Ut         |
| 2  | Dāvids Kalandija & Dināra | "Fool In Love"         | Jonas Gladnikoff, Camilla Gottschalck, Christina Schilling (m), Liza Petersen (t) | Ut         |
| 3  | Antra Stafecka            | "When You Are With Me" | Schillebeeckx Raph, Verresen Karen, RF Smith Bruce (m & t)                        | Ut         |
| 4  | PeR                       | "Sad Trumpet"          | Ralfs Eilands, Arturas Burke (m & t)                                              | Ut         |
| 5  | Pieneņu Vīns              | "The One"              | Jurijs Koškins (Jurij Kosjkin) (m), Evilena Protektore (t)                        | Ut         |
| 6  | Marta Ritova              | "I Am Who I Am"        | Marta Ritova (m & t)                                                              | Superfinal |
| 7  | Liene Candy               | "Higher And Higher"    | Christof Straub (m & t)                                                           | Ut         |
| 8  | Samanta Tīna              | "I Need A Hero"        | Johnny Sanchez, Michael James Down (m) Marcus Fernell, Beatrice Eriksson (t)      | Superfinal |
| 9  | Ieva Sutugova             | "Cold Heart"           | Jānis Miltiņš (m), Ieva Sutugova (t)                                              | Ut         |
| 10 | Headline                  | "Love"                 | Mārcis Rēdmanis, Lauris Busulis (m & t)                                           | Ut         |
| 11 | Sabīne Berezina           | "Upside Down"          | Filip Lindfors, Bertel Österberg, Kristoffer Eriksson (m & t)                     | Ut         |
| 12 | PeR                       | "Here We Go"           | Ralfs Eilands, Arturas Burke (m & t)                                              | Superfinal |

#### Superfinal
Juryn i finalen bestod av Vineta Elksne, Ieva Rozentāle, Ģirts Lūsis, Sandris Vanzovičs, Kārlis Auzāns, Jānis Stībelis, Valters Pūce, samt Ott Lepland. Juryn röstade genom att ge bidragen poäng utefter placering, det vill säga jurymedlemmens favorit fick 1 poäng, näst bäst 2 och så vidare. Detsamma resulterade TV-röstningen i vilket innebär att desto lägre poäng desto högre placering. Tele- och juryrösterna omvandlades till poäng utefter placering, det vill säga att PeR, som fick flest juryröster, fick 1 poäng medan Marta Ritova som kom tvåa även fick två poäng medan trean Samanta Tīna fick tre.
Vinnare av juryomröstningen blev PeR, som hade stor marginal ner till tvåan Marta Ritova. Även tittaromröstningen vanns av PeR, dock med en knapp marginal mot Samanta Tīna.
| Nr | Artist       | Låt             | Text (t) / Music (m)                                                         | Jurypoäng | Teleröstning | Totalt | Plats |
| -- | ------------ | --------------- | ---------------------------------------------------------------------------- | --------- | ------------ | ------ | ----- |
| 1  | Marta Ritova | "I Am Who I Am" | Marta Ritova (m & t)                                                         | 20 = 2    | 3318 = 3     | 5      | 3     |
| 2  | PeR          | "Here We Go"    | Ralfs Eilands, Arturas Burke (m & t)                                         | 11 = 1    | 6289 = 1     | 2      | 1     |
| 3  | Samanta Tīna | "I Need A Hero" | Johnny Sanchez, Michael James Down (m) Marcus Fernell, Beatrice Eriksson (t) | 23 = 3    | 6204 = 2     | 5      | 2     |

## Vid Eurovision
Lettland har lottats till att framföra sitt bidrag i den första halvan av den andra semifinalen den 16 maj 2013 i Malmö Arena.